# Unggenried
Unggenried ist ein Gemeindeteil der oberschwäbischen Stadt Mindelheim im Landkreis Unterallgäu und war Teilort der ehemals selbstständigen Gemeinde Gernstall.

## Geographie
Das Dorf liegt etwa zwei Kilometer südwestlich von Mindelheim und ist durch die B 18 an den Hauptort angebunden. Nördlich des Ortes befindet sich der Unggenrieder Weiher, westlich liegen die sogenannten Sieben Quellen, ein Waldgebiet, in dem sieben Quellen entspringen, die den Brunnenbach mit Wasser versorgen. Zu Unggenried gehörten die Orte Weihermühle und Vogelhäuser.

## Geschichte
Erstmals urkundlich erwähnt wurde Unggenried im Jahre 1258. Damals befand sich der Ort im Besitz von Hermann von Jungenriet. Die Siedlung umfasste um 1470 vier Höfe und ein kleines Gütlein mit dem Weiher. Am 1. Oktober 1971 kam der Ort zusammen mit der Gemeinde Gernstall im Zuge der Gebietsreform zur Kreisstadt Mindelheim.

## Sehenswürdigkeiten
- Kapelle St. Franz von Paula, errichtet vor 1726 und
- Ehemaliges Eremitenhaus, westlich an die Kapelle anschließender, zweigeschossiger Satteldachbau aus dem 18. Jahrhundert.